# Norrbyås socken
Norrbyås socken i Närke ingick i Sköllersta härad, ingår sedan 1971 i Örebro kommun i Örebro län och motsvarar från 2016 Norrbyås distrikt.
Socknens areal är 32,60 kvadratkilometer, varav 32,40 land. År 2000 fanns här 634 invånare. Sockenkyrkan Norrbyås kyrka ligger i socknen.

## Administrativ historik
Norrbyås socken har medeltida ursprung. 
Vid kommunreformen 1862 övergick socknens ansvar för de kyrkliga frågorna till Norrbyås församling och för de borgerliga frågorna till Norrbyås landskommun. Landskommunen inkorporerades 1952 i Stora Mellösa landskommun som 1971 uppgick i Örebro kommun. Församlingen uppgick 2006 i Gällersta-Norrbyås församling som 2014 uppgick i Kvismare församling.
1 januari 2016 inrättades distriktet Norrbyås, med samma omfattning som församlingen hade 1999/2000.  
Socknen har tillhört fögderier, tingslag och domsagor enligt vad som beskrivs i Sköllersta härad och Närke.  De indelta soldaterna tillhörde Närkes regemente, Kumla kompani och Livregementets husarkår, Östernärke skvadron.

## Geografi
Norrbyås socken ligger sydost om Örebro med Kvismaresjöarna i söder och en rullstensås i nord sydlig sträckning.  Socknen är söderut bördig slättbygd och har skogsbygd norrut.
Vid Öby kulle ligger naturreservatet Kvismaren, känt för sitt rika fågelliv. Öby kulle är känd för sina stora förekomst av ormar, speciellt snokar, som visar sig på våren efter sin övervintring bland stenar och grus i kullen.

## Fornlämningar
Man har anträffat fynd från järnåldern. På en ö i Kvismaren ligger resterna efter en medeltida borgruin.

## Namnet
Namnet Norrbyås förekommer så tidigt som på 1200-talet och då som Nerboahs 1275 (Närboås). Namnets förled antas komma av det fornsvenska ordet nær, som betyder 'smal höjdsträckning' eller 'smalt sund'. Troligen syftar namnet på åsen där kyrkan ligger.

## Befolkningsutveckling
| Befolkningsutvecklingen i Norrbyås socken 1780–1990                                                     | Befolkningsutvecklingen i Norrbyås socken 1780–1990 | Befolkningsutvecklingen i Norrbyås socken 1780–1990 | Befolkningsutvecklingen i Norrbyås socken 1780–1990 | Befolkningsutvecklingen i Norrbyås socken 1780–1990 |
| --- | --------------------------------------------------- | --------------------------------------------------- | --------------------------------------------------- | --------------------------------------------------- |
| |                                                     |                                                     |                                                     |                                                     |
| År |                                                     |                                                     | Folkmängd                                           |                                                     |
| 1780 | 1780                                                |                                                     | 590                                                 |                                                     |
| 1790 | 1790                                                |                                                     | 519                                                 |                                                     |
| 1810 | 1810                                                |                                                     | 614                                                 |                                                     |
| 1820 | 1820                                                |                                                     | 679                                                 |                                                     |
| 1830 | 1830                                                |                                                     | 708                                                 |                                                     |
| 1840 | 1840                                                |                                                     | 767                                                 |                                                     |
| 1850 | 1850                                                |                                                     | 813                                                 |                                                     |
| 1860 | 1860                                                |                                                     | 838                                                 |                                                     |
| 1870 | 1870                                                |                                                     | 825                                                 |                                                     |
| 1880 | 1880                                                |                                                     | 829                                                 |                                                     |
| 1890 | 1890                                                |                                                     | 911                                                 |                                                     |
| 1900 | 1900                                                |                                                     | 1 042                                               |                                                     |
| 1910 | 1910                                                |                                                     | 1 037                                               |                                                     |
| 1920 | 1920                                                |                                                     | 978                                                 |                                                     |
| 1930 | 1930                                                |                                                     | 854                                                 |                                                     |
| 1940 | 1940                                                |                                                     | 694                                                 |                                                     |
| 1950 | 1950                                                |                                                     | 645                                                 |                                                     |
| 1960 | 1960                                                |                                                     | 559                                                 |                                                     |
| 1970 | 1970                                                |                                                     | 470                                                 |                                                     |
| 1980 | 1980                                                |                                                     | 524                                                 |                                                     |
| 1990 | 1990                                                |                                                     | 570                                                 |                                                     |
| Anm: Källor: Umeå universitet - Tabellverket 1749-1859, Demografiska databasen, CEDAR, Umeå universitet |                                                     |                                                     |                                                     |                                                     |